# فيل راسموسن
فيل راسموسن (بالإنجليزية: Phil Rasmussen)‏ هو ضابط أمريكي، ولد في 11 مايو 1918 في بوسطن في الولايات المتحدة، وتوفي في 30 أبريل 2005 في فورت مايرز في الولايات المتحدة بسبب سرطان.